# Сперанський Михайло Михайлович
Сперанський Михайло Михайлович (рос. Михаил Михайлович Сперанский; 1 січня (12 січня) 1772 — 11 лютого (23 лютого) 1839) — граф, російський громадський і державний діяч часів Олександра I і Миколи I, реформатор, законотворець, засновник російської юридичної науки і теоретичного правознавства. Дійсний член Імператорської Російської академії (1831), почесний член Імператорської Російської академії (1821–1831) і Імператорської Академії наук (1819). Вихователь спадкоємця-цесаревича Олександра Миколайовича.

## Життєпис
Син священика; народився 1 січня 1772, навчався у володимирській семінарії, а потім у головній семінарії при Олександро-Невському монастирі в Петербурзі, в якій після закінчення курсу був призначений вчителем математики, фізики і красномовства, а потім і філософії. Разом з тим Сперанський став домашнім секретарем князя Олексія Борисовича Куракіна.
Після вступу на престол імператора Павла, князь Куракін був призначений генерал-прокурором; в 1797 р. Сперанський вступив на службу в його канцелярію і продовжував служити там і при трьох його наступниках. Незабаром після сходження на престол імператора Олександра I Сперанський отримав звання статс-секретаря і в 1802 р. перейшов на службу в міністерство внутрішніх справ. Як упорядник різних доповідей і звітів по міністерству, Сперанський скоро звернув на себе увагу імператора, який наступного року через міністра князя Кочубея доручив йому скласти план устрою судових та урядових місць в імперії. Ця небачена, і, мабуть, незакінчена праця Сперанського відома в чорнової редакції. «У правильній монархічній державі» «державний закон», що визначає права і відносини всіх класів між собою, уявляється Сперанському в наступних рисах: 1) "Всі стани держави» вільні і беруть участь у законодавчій владі; 2) «Влада виконавча належить одній особі, що бере участь у законодавстві та що стверджує» всяке законодавче дія; 3) Є загальна думка, що оберігає закон у виконанні його; 4) Є незалежне стан народу "(тобто законодавче установа, засноване на народному обранні), перед яким «виконавці» відповідальні; 5) «Існує система законів цивільних і кримінальних, прийнята народом»; 6) "Суд не обличчям государя відправляється, але обраними від народу і їм затвердженими виконавцями, котрі самі суду схильні бути можуть; 7) "Всі дії уряду публічні, крім деяких певних випадків"; 8) Існує свобода друку у відомих, точно визначених межах. Потрібно зауважити, втім, що все це місце закреслено або на вимогу Кочубея, або самим Сперанським, незважаючи на те, що він вважав здійснення викладеного плану можливим лише з відомою поступовістю. У числі підготовчих заходів Сперанський пропонував установа Сенату законодавчого із сенаторів за призначенням государя, в якому міністри присутні тільки з дорадчим голосом, і Сенату виконавчого, розділяється на дві частини — судову та управлінську, всі дії якого повинні бути гласними. З часом Сенат законодавчий необхідно було б скласти, на думку Сперанського, за іншою, «кращою системою», заснованою на представництві або первородстві. Це останнє місце (втім, закреслене) показує, що Сперанський ще вагався, якій системі віддати перевагу: більш демократичній французькій системі представництва або англійській — з верхньою палатою зі спадкових перів.

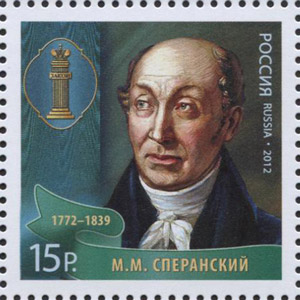
Російська поштова марка, присвячена М. М. Сперанському (2012)

Імператор Олександр вперше особисто познайомився зі Сперанським в 1806 р., коли Кочубей під час своїх частих хвороб почав посилати його з доповідями замість себе; государ негайно оцінив видатні здібності Сперанського. Наступного року, вирушаючи до Вітебська для огляду 1-й армії, імператор Олександр взяв його з собою, що повело до ще більшого зближення, і тоді ж Сперанський був звільнений з міністерства внутрішніх справ у званні статс-секретаря. У 1808 р. перебував у свиті государя під час його ерфуртського побачення з Наполеоном. Восени того ж року імператор Олександр вручив Сперанському різні колишні проекти державних перетворень і нерідко проводив з ним цілі вечори в бесідах і читанні творів, що відносяться до цього предмету. Головні риси перетворення повинні були полягати в наступному: 1) Законодавчі збори не матиме влади санкціонувати свої власні постанови, але його думки, абсолютно вільні, повинні бути точним вираженням народних бажань; 2) Члени судового стани будуть вільно вибиратися народом, але нагляд за дотриманням судових форм і охорону громадської безпеки будуть лежати на уряді; 3) Виконавча влада має належати уряду, але, щоб воно не могло спотворити або знищити закон, необхідно зробити уряд відповідальним перед законодавчими зборами. Ці загальні принципи були розвинені та обґрунтовані у «Запровадженні до укладення державних законів», складеному Сперанським до осені 1809 р. за його проектом, політичні права належать, під умовою володіння власністю, дворянству і середньому стану; до останнього належать купці, міщани, однодворці і всі селяни, які володіють нерухомою власністю у відомій кількості. Нижчий стан, в якому значаться поміщицькі селяни, робітники, їхні працівники і домашні слуги, повинні мати загальні цивільні права, але не мають прав політичних. Перехід з нижчого класу в середній відкритий усім, хто придбав нерухому власність у встановленій кількості. Законодавчі збори носить назву «державної думи», яка складається наступним чином. Кожні три роки у волості з усіх власників нерухомої власності складається збори, — волостна дума, в яку казенні селища посилають одного старшину від 500 душ. Ця волостна дума обирає депутатів в окружну думу (губернія ділиться на 2 — 5 округів). Окружна дума, крім виборів членів окружної ради та окружного суду, вибирає депутатів до губернської думи, а ця остання, крім членів губернського ради та губернського суду, вибирає депутатів у державну думу з обох станів, що мають політичні права. Державна дума збирається щорічно без всякого скликання. Пропозиція і затвердження закону має належати державній владі, але жоден закон не може мати сили без розгляду у державній думі. Участь державної думи вимагалося також для видання постанов про податки і загальних повинності і для продажу та застави державного майна. Справи пропонувалися державній думі від імені державної влади одним з міністрів або членів державної ради; але думі дозволялося порушувати питання про державні потреби, про відповідальність міністрів і про заходи уряду, що порушують корінні закони. Судова влада була надана в перших трьох інстанціях особам виборним. Навіть у вищій інстанції, в Сенаті, державна влада повинна була призначати членів не інакше, як з числа осіб, внесених з виборів губернських дум до державного виборчий список. Державна влада спостерігає за виконанням форм і обрядів через голів, які у двох нижчих інстанціях були виборні, але затверджувалися в першому — міністром юстиції, а в другій — державним радою, в Сенаті ж призначалися державної владою з кандидатів, обраних самим Сенатом. Закон повинен був визначити, які справи підлягають суду присяжних. Що стосується влади виконавчої, то Сперанський встановлює відповідальність міністрів перед державною думою. У державній раді розглядаються проекти законів, статутів та установ. Передбачалося здійснити цей план в наступній поступовості: 1 січня 1810 відкрити державну раду в новому вигляді, вказавши як привід до її перетворенню приготований новий проект Цивільного Уложення. 1 травня маніфестом призначити вибір депутатів до Державної думи і відкрити її 1 вересня. Почати дії її з розгляду цивільного положення, випробувати і підготувати відомим чином депутатів, і якщо не зустрінеться будь-яких непереборних перешкод, запропонувати їм державне укладення, визнання якого і затвердити спільною присягою, а потім приступити і до улаштування судової частини. 
1 січня 1810 була відкрита в перетвореному вигляді Державна рада, але далі виконання вищезазначеної програми не просунулося. 
Згодом був у засланні: у Нижньому Новгороді (від квітня до 15 вересня 1812), Пермі (з 23 вересня 1812 по 19 вересня 1814).
В 1816 повернувся на державну службу. Був губернатором Пензенської губернії (1816 — 1818), генерал-губернатором Сибіру (1819 — 1821, з резиденцією в м. Іркутську).
Від 1821 знову в Петербурзі. Був членом Державної ради, управляючим Комісії укладення законів, фактичним керівником 2-го відділення Власної його імператорської величності канцелярії. За його редакцією вийшло перше видання Зводу законів Російської імперії. 
Зведений 1 січня 1839 у графський титул, Сперанський помер 2 лютого того ж року.